# Bistum Itabira-Fabriciano

Co-Catedral São Sebastião in Coronel Fabriciano

Das Bistum Itabira-Fabriciano (lateinisch Dioecesis Itabirensis-Fabriciannensis, portugiesisch Diocese de Itabira-[Coronel] Fabriciano) ist eine in Brasilien gelegene römisch-katholische Diözese mit Sitz in Itabira im Bundesstaat Minas Gerais.

## Geschichte
Papst Paul VI. gründete das Bistum Itabira mit der Apostolischen Konstitution Haud inani  am 14. Juni 1965 aus Gebietsabtretungen der Erzbistümer Diamantina und Mariana, dem es auch als Suffraganbistum unterstellt wurde.
Mit der Bulle Cum urbs vulgo Coronel Fabriciano nahm es am 1. Juni 1979 den heutigen Namen an. Einen Teil seines Territoriums verlor es zugunsten der Errichtung des Bistums Guanhães.

## Territorium
Das Bistum Itabira-Fabriciano umfasst die Gemeinden Itabira, Coronel Fabriciano, Alvinópolis, Antônio Dias, Bela Vista de Minas, Belo Oriente, Bom Jesus do Amparo, Dionísio, Ipatinga, Itambé do Mato Dentro, Jaguaraçu, João Monlevade, Marliéria, Mesquita, Nova Era, Passabém, Rio Piracicaba, Santa Maria de Itabira, Santana do Paraíso, São Domingos do Prata, São Gonçalo do Rio Abaixo, São José do Goiabal, São Sebastião do Rio Preto und Timóteo des Bundesstaates Minas Gerais.

## Ordinarien

### Bischöfe von Itabira
- Marcos Antonio Noronha (7. Juli 1965 – 7. November 1970)
- Mário Teixeira Gurgel SDS (26. April 1971 – 1. Juni 1979)

### Bischöfe von Itabira-Fabriciano
- Mário Teixeira Gurgel SDS (1. Juni 1979 – 15. Mai 1996)
- Lélis Lara CSsR (15. Mai 1996 – 22. Januar 2003)
- Odilon Guimarães Moreira (22. Januar 2003 – 21. Februar 2013)
- Marco Aurélio Gubiotti (seit 21. Februar 2013)

## Statistik
| Jahr | Bevölkerung | Bevölkerung | Bevölkerung | Priester     | Priester         | Priester       | Priester               | Ständige Diakone | Ordensleute  | Ordensleute      | Pfarreien |
| Jahr | Katholiken  | Einwohner   | %           | Gesamtanzahl | Diözesanpriester | Ordenspriester | Katholiken je Priester | Ständige Diakone | Ordensbrüder | Ordensschwestern | Pfarreien |
| ---- | ----------- | ----------- | ----------- | ------------ | ---------------- | -------------- | ---------------------- | ---------------- | ------------ | ---------------- | --------- |
| 1965 | ?           | 354.352     | ?           | 45           | 32               | 13             | ?                      |                  |              |                  | 39        |
| 1970 | 300.000     | 370.000     | 81,1        | 39           | 39               |                | 7.692                  |                  | 2            | 143              | 47        |
| 1976 | 380.000     | 430.545     | 88,3        | 39           | 18               | 21             | 9.743                  |                  | 24           | 105              | 46        |
| 1980 | 628.000     | 721.000     | 87,1        | 36           | 20               | 16             | 17.444                 |                  | 20           | 100              | 33        |
| 1990 | 734.000     | 914.000     | 80,3        | 34           | 16               | 18             | 21.588                 |                  | 21           | 69               | 36        |
| 1999 | 640.000     | 800.000     | 80,0        | 52           | 30               | 22             | 12.307                 | 1                | 27           | 36               | 36        |
| 2002 | 600.000     | 800.000     | 75,0        | 55           | 34               | 21             | 10.909                 |                  | 40           | 48               | 40        |
| 2006 | 509.000     | 746.000     | 68,2        | 60           | 39               | 21             | 8.483                  |                  | 34           | 57               | 42        |
| 2013 | 575.000     | 802.000     | 71,7        | 63           | 45               | 18             | 9.126                  |                  | 23           | 48               | 49        |
| 2016 | 594.411     | 884.299     | 67,2        | 69           | 51               | 18             | 8.614                  |                  | 25           | 53               | 49        |